# American Beauty
American Beauty är en amerikansk dramafilm från 1999 regisserad av Sam Mendes och skriven av Alan Ball.

## Handling
Lester Burnham har ett välbetalt arbete som copywriter och hans hustru Carolyn är fastighetsmäklare. Men under den välpolerade medelklassfasaden tickar en tidsinställd bomb. När Lester en dag får nog, säger upp sig från sitt jobb, tar arbete på en hamburgerrestaurang och dessutom börjar uppvakta dottern Janes 16-åriga väninna rämnar den välpolerade fasaden och familjen påbörjar sin resa mot undergången.

## Om filmen
Filmen punkterar mycket av den "amerikanska drömmen" med medelklassens perspektiv där det som verkar vara är det viktigaste, inte vad som verkligen är. Under ytan är människornas behov som alla andras med teman som kärlek, skönhet, befrielse, självförverkligande, familj, och sökande efter lycka. Den utgjorde filmdebut för såväl manusförfattaren Alan Ball som regissören Sam Mendes, båda med en bakgrund vid teatern. Dessa två samt två av huvudrollsinnehavarna, Kevin Spacey och Annette Bening blev nominerade till en Oscar. Vid Oscarsgalan 2000 vann filmen fem stycken statyetter, inklusive den för bästa film.
I september 2008 utnämnde tidningen Empire filmen till den 96:e bästa filmen någonsin, efter att 10 000 läsare, 150 filmskapare och 50 filmkritiker fått rösta.

## Rollista
| Kevin Spacey    | – Lester Burnham      |
| Annette Bening  | – Carolyn Burnham     |
| Thora Birch     | – Jane Burnham        |
| Wes Bentley     | – Ricky Fitts         |
| Mena Suvari     | – Angela Hayes        |
| Chris Cooper    | – Överste Frank Fitts |
| Peter Gallagher | – Buddy Kane          |
| Allison Janney  | – Barbara Fitts       |
| Scott Bakula    | – Jim Olmeyer         |
| John Cho        | – Sale House Man #1   |

## Priser och nomineringar
| Utmärkelse    | Kategori                          | Mottagare                                                        | Resultat  |
| ------------- | --------------------------------- | ---------------------------------------------------------------- | --------- |
| Oscar         | Bästa film                        | Bruce Cohen, Dan Jinks                                           | Vann      |
| Oscar         | Bästa regi                        | Sam Mendes                                                       | Vann      |
| Oscar         | Bästa manliga huvudroll           | Kevin Spacey                                                     | Vann      |
| Oscar         | Bästa originalmanus               | Alan Ball                                                        | Vann      |
| Oscar         | Bästa foto                        | Conrad L. Hall                                                   | Vann      |
| Oscar         | Bästa kvinnliga huvudroll         | Annette Bening                                                   | Nominerad |
| Oscar         | Bästa filmmusik                   | Thomas Newman                                                    | Nominerad |
| Oscar         | Bästa klippning                   | Tariq Anwar, Christopher Greenbury                               | Nominerad |
| Golden Globes | Bästa film - drama                |                                                                  | Vann      |
| Golden Globes | Bästa regi                        | Sam Mendes                                                       | Vann      |
| Golden Globes | Bästa manus                       | Alan Ball                                                        | Vann      |
| Golden Globes | Bästa manliga huvudroll - drama   | Kevin Spacey                                                     | Nominerad |
| Golden Globes | Bästa kvinnliga huvudroll - drama | Annette Bening                                                   | Nominerad |
| Golden Globes | Bästa musik                       | Thomas Newman                                                    | Nominerad |
| BAFTA Awards  | Bästa film                        | Bruce Cohen, Dan Jinks                                           | Vann      |
| BAFTA Awards  | Bästa manliga huvudroll           | Kevin Spacey                                                     | Vann      |
| BAFTA Awards  | Bästa kvinnliga huvudroll         | Annette Bening                                                   | Vann      |
| BAFTA Awards  | Bästa filmmusik                   | Thomas Newman                                                    | Vann      |
| BAFTA Awards  | Bästa foto                        | Conrad L. Hall                                                   | Vann      |
| BAFTA Awards  | Bästa klippning                   | Tariq Anwar, Christopher Greenbury                               | Vann      |
| BAFTA Awards  | Bästa regi                        | Sam Mendes                                                       | Nominerad |
| BAFTA Awards  | Bästa manliga biroll              | Wes Bentley                                                      | Nominerad |
| BAFTA Awards  | Bästa kvinnliga biroll            | Thora Birch                                                      | Nominerad |
| BAFTA Awards  | Bästa kvinnliga biroll            | Mena Suvari                                                      | Nominerad |
| BAFTA Awards  | Bästa originalmanus               | Alan Ball                                                        | Nominerad |
| BAFTA Awards  | Bästa ljud                        | Scott Martin Gershin, Scott Millan, Bob Beemer, Richard Van Dyke | Nominerad |
| BAFTA Awards  | Bästa scenografi                  | Naomi Shohan                                                     | Nominerad |
| BAFTA Awards  | Bästa smink                       | Tania McComas, Carol A. O'Connell                                | Nominerad |